# ورد أزرق
ورد أزرق (الاسم العلمي:Rosa glauca) هو نوع من النباتات يتبع جنس الورد من الفصيلة الوردية.